# Рајан Брокоф
Рајан Брокоф (енгл. Ryan Broekhoff; Мелбурн, 23. август 1990) је аустралијски кошаркаш. Игра на позицијама бека и крила.

## Каријера
Колеџ каријеру је провео у САД где је наступао за универзитет Валпараисо (2009–2013). На НБА драфту 2013. није одабран. Професионалну каријеру је почео у екипи Бешикташа за које је одиграо две сезоне. У августу 2015. написао је трогодишњи уговор са Локомотивом Кубањ. Од августа 2018. до фебруара 2020. био је играч Далас маверикса.
Са репрезентацијом Аустралије је освајао два пута Океанијско првенство.

## Успеси

### Репрезентативни
- Океанијско првенство:  2013, 2015.

### Појединачни
- Идеални тим Еврокупа — прва постава (1): 2017/18.